# Élections municipales françaises partielles
Les élections municipales partielles en France sont des élections ayant pour but de renouveler une partie du conseil municipal, hors de toute campagne nationale et de l'échéance prévue normalement.

## Modalités
Les élections municipales en France ont lieu tous les six ans en France. Des élections partielles sont organisées entre ces intervalles si les circonstances l'exigent. Le scrutin partiel est soumis aux mêmes procédures électorales et peut toujours être contesté devant les juges électoraux (tribunal administratif et conseil d'État).
Pour les communes de plus de 1 000 habitants, la perte du tiers du conseil municipal, son incomplétude ou l'annulation des opérations électorales provoquent de nouvelles élections.
Pour les communes de moins de 1 000 habitants, la démission collective, la dissolution du conseil municipal ou l'annulation du scrutin font reconvoquer les électeurs. Cependant, une élection partielle complémentaire est organisée afin de renouveler en partie le conseil municipal s'il y a incomplétude du conseil ou perte du tiers des membres.

## Années 1970
- Élections municipales partielles françaises de 1975
- Élections municipales partielles françaises de 1976
- Élections municipales partielles françaises de 1977
- Élections municipales partielles françaises de 1978
- Élections municipales partielles françaises de 1979

## Années 1980
- Élections municipales partielles françaises de 1980
- Élections municipales partielles françaises de 1981
- Élections municipales partielles françaises de 1982
- Élections municipales partielles françaises de 1983
- Élections municipales partielles françaises de 1984
- Élections municipales partielles françaises de 1985
- Élections municipales partielles françaises de 1986
- Élections municipales partielles françaises de 1987
- Élections municipales partielles françaises de 1988
- Élections municipales partielles françaises de 1989

## Années 1990
- Élections municipales partielles françaises de 1990
- Élections municipales partielles françaises de 1991
- Élections municipales partielles françaises de 1992
- Élections municipales partielles françaises de 1993
- Élections municipales partielles françaises de 1994
- Élections municipales partielles françaises de 1995
- Élections municipales partielles françaises de 1996
- Élections municipales partielles françaises de 1997
- Élections municipales partielles françaises de 1998
- Élections municipales partielles françaises de 1999

## Années 2000
- Élections municipales partielles françaises de 2000
- Élections municipales partielles françaises de 2001
- Élections municipales partielles françaises de 2002
- Élections municipales partielles françaises de 2003
- Élections municipales partielles françaises de 2004
- Élections municipales partielles françaises de 2005
- Élections municipales partielles françaises de 2006
- Élections municipales partielles françaises de 2007
- Élections municipales partielles françaises de 2008
- Élections municipales partielles françaises de 2009

## Années 2010
- Élections municipales partielles françaises de 2010
- Élections municipales partielles françaises de 2011
- Élections municipales partielles françaises de 2012
- Élections municipales partielles françaises de 2013
- Élections municipales partielles françaises de 2014
- Élections municipales partielles françaises de 2015
- Élections municipales partielles françaises de 2016
- Élections municipales partielles françaises de 2017
- Élections municipales partielles françaises de 2018
- Élections municipales partielles françaises de 2019

## Années 2020
- Élections municipales partielles françaises de 2020
- Élections municipales partielles françaises de 2021
- Élections municipales partielles françaises de 2022
- Élections municipales partielles françaises de 2023
- Élections municipales partielles françaises de 2024
- Élections municipales partielles françaises de 2025